# Sangerova metoda sekvenování
Sangerovo sekvenování je metoda sekvenování DNA poprvé komerčně užívaná společností Applied Biosystems, založené na selektivním začleňování dideoxyribonukleotidů pomocí DNA polymerázy během in vitro replikace DNA. Vyvinuto Frederickem Sangerem a jeho kolegy v roce 1977, kdy šlo o nejpoužívanější metodu sekvenování přibližně po dobu následujících 40 let. Sangerovo sekvenování bylo nahrazeno „metodami nové generace“, zejména pro automatizované analýzy genomu velkých měřítek. Nicméně, Sangerova metoda zůstává v širokém použití pro menší projekty pro získání zvláště dlouhé souvislé sekvence DNA (> 500 nukleotidů).

## Metoda
Metoda vyžaduje DNA primer, DNA polymerázu, standardní nukleové báze (deoxyribonukleotidtrifosfát - dNTP) a také speciální modifikované báze - dideoxyribonukleotidtrifosfát (ddNTP), po jejichž inkorporaci se přeruší syntéza DNA. Těmto modifikovaným bázím chybí -OH skupina na 3' uhlíku deoxyribózy, skupina zodpovědná za fosfodiesterové vazby mezi dvěma nukleotidy, což přeruší syntézu DNA po inkorporaci ddNTP. Modifikované báze mohou být radioaktivně, nebo fluorescentně označeny pro jejich snazší detekci v sekvenačních strojích.
Vzorek DNA je rozdělen do čtyř oddělených sekvenačních reakcí, které obsahují všechny standardní deoxynukleotidy (dATP, dGTP, dCTP a dTTP) a DNA polymerázu. Ke každé reakci je přidán pouze jeden ze čtyř dideoxynuklotidů (ddATP, ddGTP, ddCTP, nebo ddTTP). Dideoxynukloetid je přidán zhruba ve stonásobku k množství deoxynukleotidů (například 0.005mM dTTP : 0.5mM ddTTP).